# Togotnik
Togotnik (znanstveno ime Calidris pugnax) je srednje velik ptič iz reda pobrežnikov in družine kljunačev, ki gnezdi v močvirjih in na vlažnih travnikih severa Evrazije.
Ima širok trup z dolgim vratom. Samec je mnogo večji od samice in je v času parjenja svatbeno opravljen, z živobarvnimi čopi na glavi, golo oranžno kožo na obrazu, črnim perjem po prsih in širokim ovratnikom iz okrasnih peres.
To vrsto je prvi znanstveno opisal Carl Linnaeus v svojem delu Systema Naturae  leta 1758 kot Tringa pugnax. Leta 1804 jo je nemški naravoslovec Blasius Merrem prestavil v monotipski rod Philomachus. Novejše raziskave DNK pa so pokazale, da se bolj ujema z vrstami rodu Calidris. Ime rodu izhaja iz stare grščine kalidris ali skalidris, ki jo je Aristotel uporabljal za poimenovanje nekaterih sivo obarvanih obvodnih ptic. Vrstni pridevek pugnax izhaja iz latinske besede "bojevit" in se nanaša na agresivno vedenje ptice v paritvenem obdobju.